# دهستان جهانگیری
دهستان جهانگیری یکی از دهستان‌های بخش مرکزی شهرستان مسجدسلیمان در استان خوزستان، ایران است. مرکز این دهستان، روستای هفت شهیدان می‌باشد.

## جمعیت شناسی
بر پایه سرشماری عمومی نفوس و مسکن در سال ۱۳۸۵، جمعیت این دهستان ۳٬۹۸۱ نفر در ۷۹۷ خانوار بود. در سرشماری سال ۱۳۹۰، جمعیت آن ۲٬۱۲۲ نفر در ۴۷۱ خانوار ثبت شد. بر اساس نتایج سرشماری سال ۱۳۹۵، جمعیت دهستان جهانگیری به ۲٬۴۶۹ نفر در ۶۸۸ خانوار افزایش یافت. این دهستان دارای ۷۲ روستا است که پرجمعیت‌ترین آن‌ها، روستای هفت شهیدان با ۵۵۲ نفر جمعیت می‌باشد.